# Dini (cognome)
Dini è un cognome di lingua italiana.

## Origine e diffusione
Dini deriva dall'aferesi di nomi come Riccardo o Bernardo, da Riccardino e Bernardino, come dallo stesso nome personale Dino.
Dini è un cognome tipico nel centro Italia, soprattutto in Toscana.
Troviamo questo cognome citato in un atto steso a Lucca nel 1300:
Si è trovata testimonianza che alcuni Dini di origine siciliana avessero avuto la nomina di cavalieri mentre alcune famiglie della Toscana, del Piemonte e dell'Emilia-Romagna fossero nobili.

## Persone
- Antonio Dini, giornalista italiano
- Armando Dini, arcivescovo cattolico italiano
- Dino Dini, informatico inglese di origini italiane
- Lamberto Dini, economista e uomo politico italiano
- Luca Dini, giornalista italiano
- Paul Dini, sceneggiatore, produttore televisivo e autore di fumetti statunitense
- Sandra Dini, atleta italiana
- Ulisse Dini, matematico italiano